# Sandro Salvadore
Sandro Salvadore (Milão, 29 de novembro de 1939 - 4 de janeiro de 2007) foi um futebolista italiano que atuava como defensor.

## Carreira
Sandro Salvadore fez parte do elenco da Seleção Italiana de Futebol na Copa do Mundo de 1962, e 1966, ao todo fez cinco partidas em Copas.

## Títulos
- Eurocopa de 1968